# Liste der Baudenkmäler in Wernberg-Köblitz

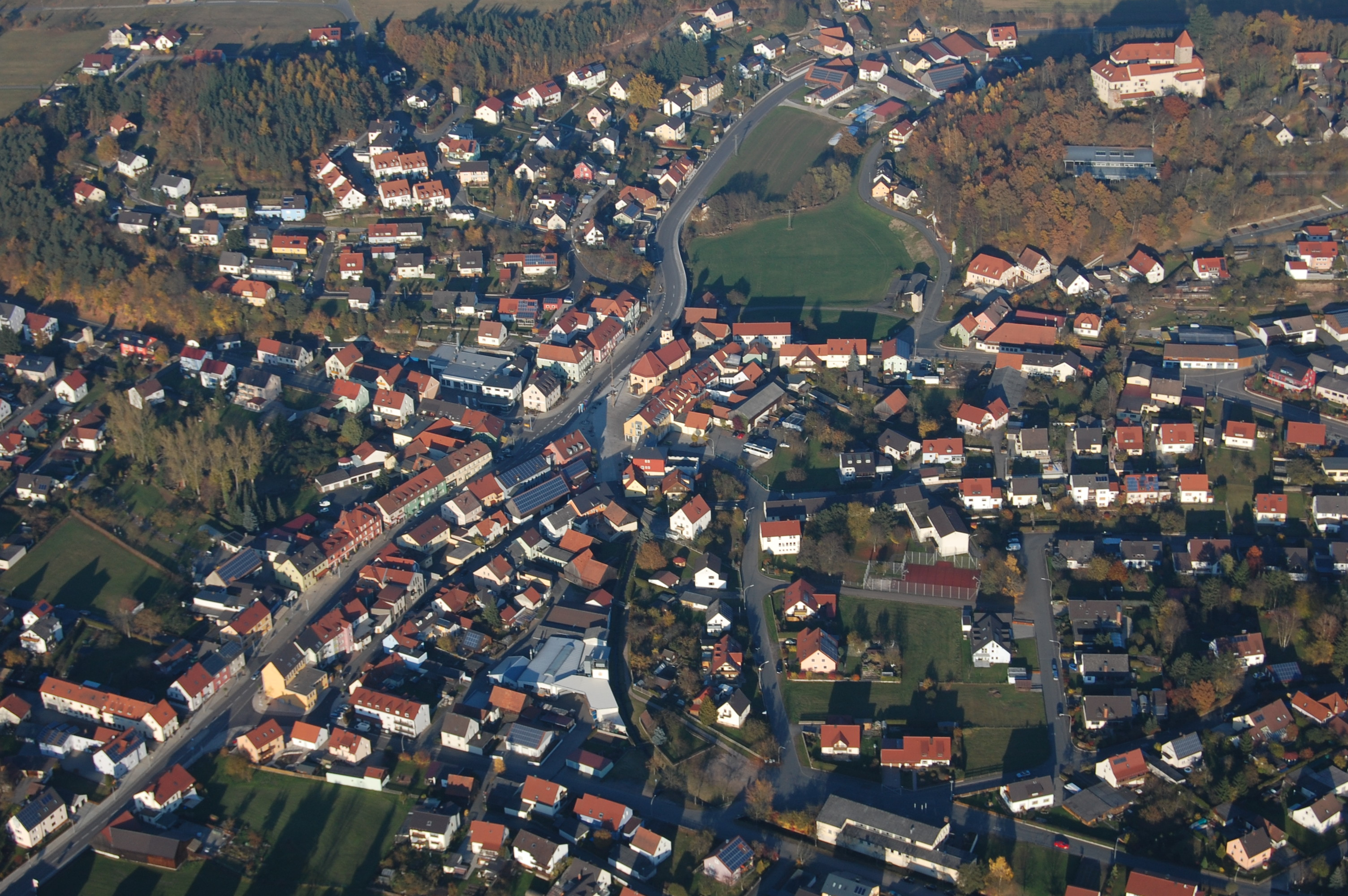
Blick auf Ortskern und Schloss Wernberg

Auf dieser Seite sind die Baudenkmäler in dem Oberpfälzer Markt Wernberg-Köblitz zusammengestellt. Diese Tabelle ist eine Teilliste der Liste der Baudenkmäler in Bayern. Grundlage ist die Bayerische Denkmalliste, die auf Basis des Bayerischen Denkmalschutzgesetzes vom 1. Oktober 1973 erstmals erstellt wurde und seither durch das Bayerische Landesamt für Denkmalpflege geführt wird. Die folgenden Angaben ersetzen nicht die rechtsverbindliche Auskunft der Denkmalschutzbehörde.

## Ensembles

### Ensemble Kirchberg Oberköblitz

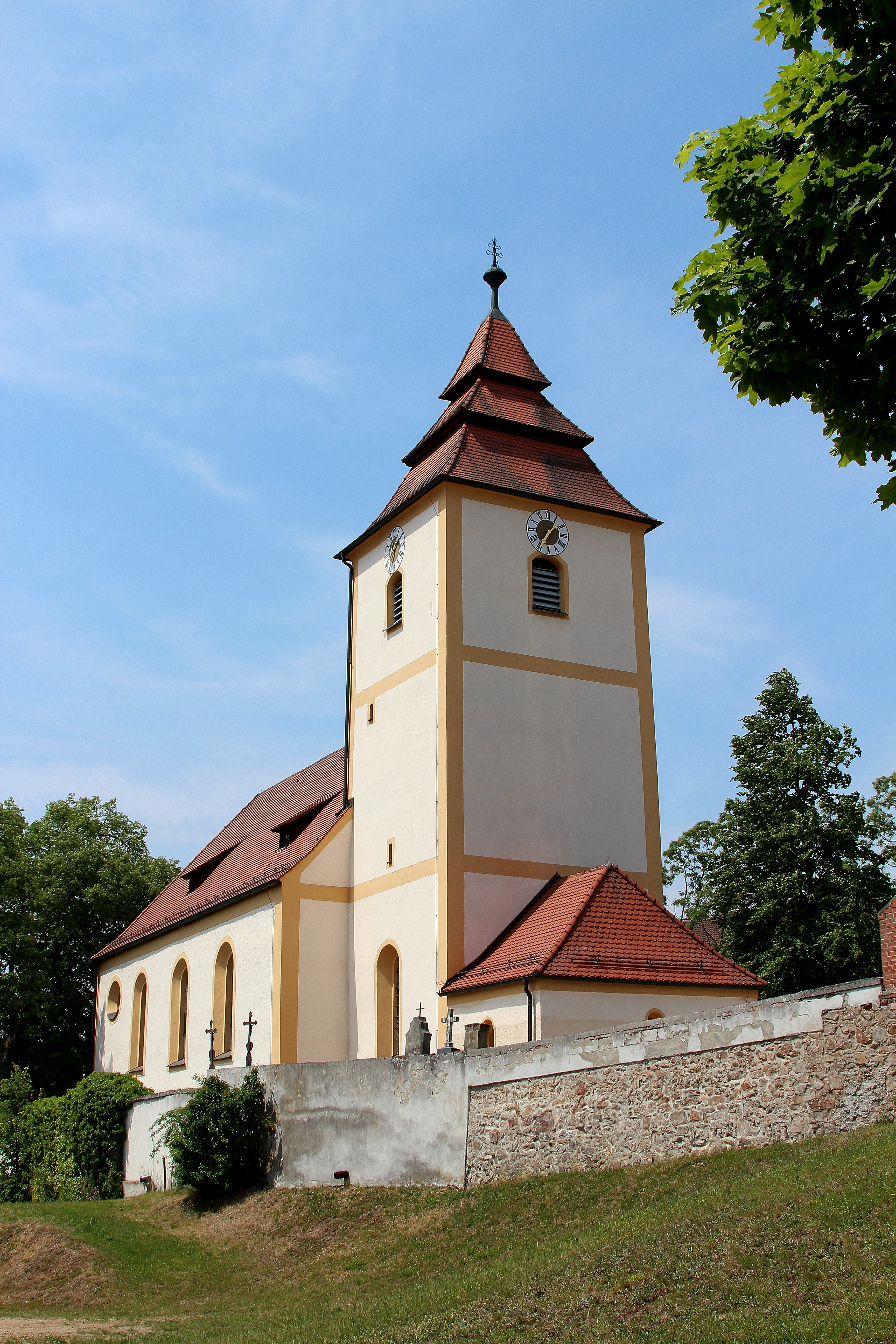
Oberköblitz, St. Emmeram

An der alten West-Ost-Handelsstraße, der hier sogenannten „Hohen Straße“, wurde in einer Hanglage ein kirchliches Zentrum ausgebildet. Wo die Handelsstraße nach Überquerung des Naabtales in einem Hohlweg aufsteigend wieder an Höhe gewinnen musste, wurde auf der einen Seite des Hohlweges über hohen Stützmauern eine Wehrkirchenanlage errichtet, auf der anderen Seite der Ökonomie-Pfarrhof platziert. Die Kirche und der Pfarrhof wurden durch eine Steinbrücke über den Hohlweg hinweg verbunden. 
Die einstige Chorturmanlage der Kirche wurde zweimal erweitert: Von 1597 bis 1600 erfolgte die erste Erweiterung nach Westen im Rahmen der leuchtenbergischen Gegenreformation. 1750 erfolgte die Osterweiterung mit Neubau des Turms. Der 1603 neu errichtete Pfarrhof ist noch im Kern der gotische Bau, so dass die Baugruppierung sowohl durch ihr Alter als auch durch die landschaftliche Besonderheit unverkennbar ist.
Aktennummer: E-3-76-150-1

### Ensemble Schlossberg

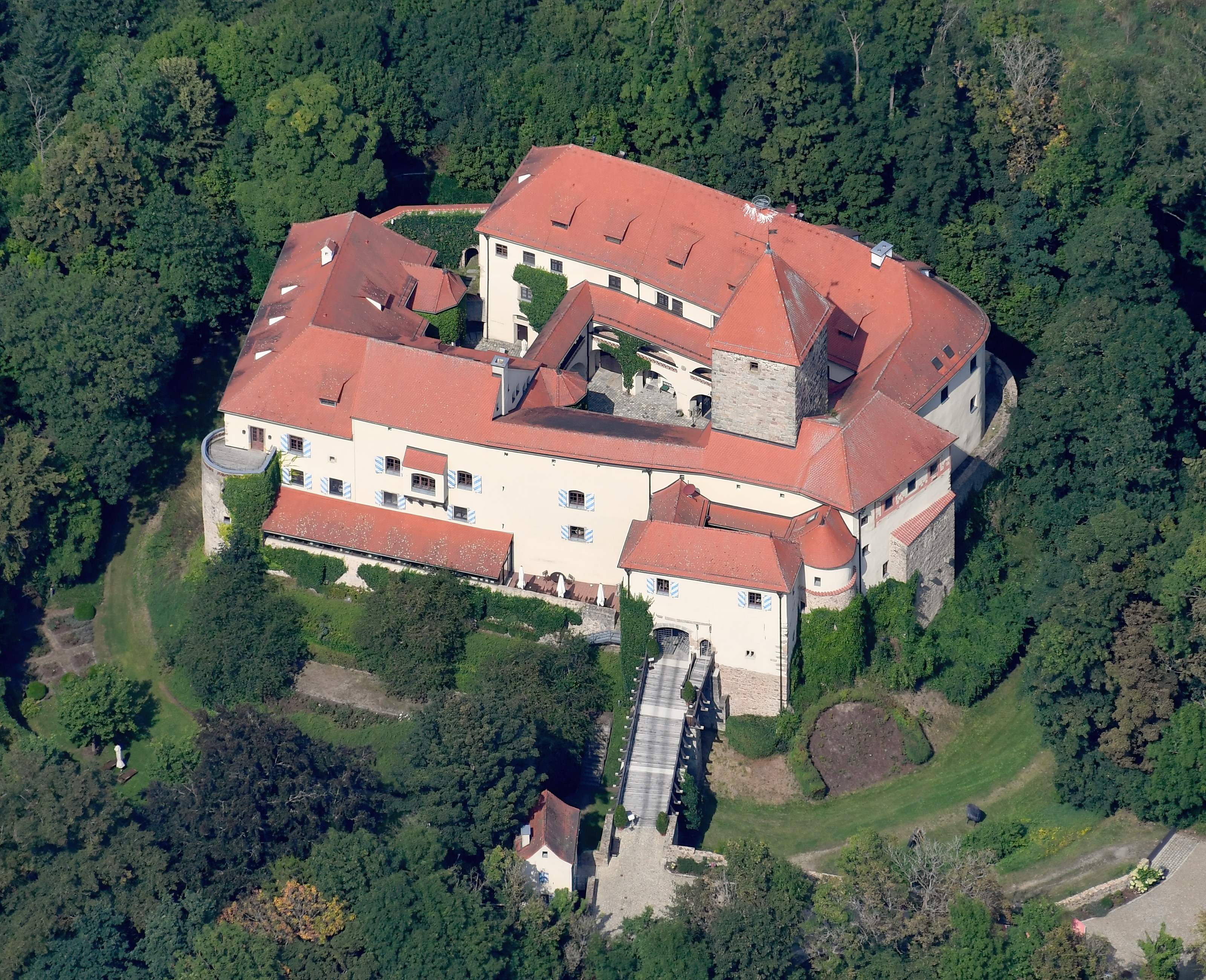
Wernberg, Burg aus der Luft

Nahe einem Naabübergang hatten sich wohl die Landgrafen von Leuchtenberg auf dem Burgberg über Wernberg einen Stützpunkt errichtet; jedenfalls waren sie im Jahre 1280 die Eigentümer desselben, weil sie in diesem Jahre die Burg samt Zugehörungen an Konrad von Paulsdorf verkauften. 
Da nach Westen, Norden und Osten das Gelände steil abfällt, ist der Zugang aus Südosten über einen hier doppelten Graben angelegt. In einer halbkreisförmigen Umbauung liegt außerhalb des zweiten Grabens der Vorhof, mit vorwiegend landwirtschaftlichen Gebäuden umstellt; zwischen den beiden mittleren, einem Bauernhof und dem Gerichtsgebäude (Schloßberg 1 und 2) führt die Zufahrt in den Vorhof, welche von Wernberg herauf an der Südflanke des Schloßberges ansteigt. Zwischen der äußeren und inneren Ringmauer (Zwingermauer) liegt der innere, obere Graben, der mittels einer Brücke überquert werden muss. Das Torhaus am Südosteck der eigentlichen Burg wird von dem hinter ihm aufragenden Bergfried geschützt. Die Burg auf fast ovalem Grundriss enthält im Inneren drei kleine Höfe. 
Das Ensemble dokumentiert die Zuordnung eines auf halber Höhe gelegenen Vorhofhalbkreises zu dem über die großenteils erhaltenen Festungsmauern aufragenden Burgkomplex.
Aktennummer: E-3-76-150-2

## Baudenkmäler nach Ortsteilen

### Wernberg
| Lage                                                                                 | Objekt                                                               | Beschreibung | Akten-Nr.     | Bild           |
| ------------------------------------------------------------------------------------ | -------------------------------------------------------------------- | --- | ------------- | -------------- |
| Chaussee-Äcker, an der St 2657, etwa 900 Meter südöstlich vom Ortsausgang (Standort) | Steinkreuz beim Buttermilchweiher                                    | Ein Kreuzbalken abgeschlagen, spätmittelalterlich. | D-3-76-150-37 | BW             |
| Marktplatz 11 (Standort)                                                             | Katholische Pfarrkirche St. Anna                                     | Kreuzgewölbtes Langhaus mit eingezogenem Polygonchor, nördlich daran Turm mit achteckigem Obergeschoss und Zwiebelkuppel, am westlichen Langhaus flachgedeckter Oktogonalbau mit Pyramidendach, Chor spätgotisch, im frühen 16. und im 18. Jahrhundert verändert, 1955 westlich um Oktogon erweitert; mit Ausstattung. | D-3-76-150-19 | weitere Bilder |
| Regensburger Straße 1 (Standort)                                                     | Wohnhaus                                                             | Zweigeschossiger Satteldachbau aus verputztem Bruchsteinmauerwerk, mit Rundbogenportal, im Kern 17. Jahrhundert. | D-3-76-150-20 | BW             |
| Schloßberg 1 (Standort)                                                              | Bauernhaus                                                           | Erdgeschossiger und verputzter Eckbau mit steilem Satteldach und Zwerchhaus, 17./18. Jahrhundert. | D-3-76-150-21 | BW             |
| Schloßberg 2 (Standort)                                                              | Ehemaliges Gerichtsgebäude                                           | Zweigeschossiger und verputzter Walmdachbau, mit Rahmenstuckdecke im Obergeschoss, Anfang 17. Jahrhundert. | D-3-76-150-22 | BW             |
| Schloßberg 10; Schloßberg 9 (Standort)                                               | Burg Wernberg, Gefängnis zwischen 1803 und 1871, seit 1998 Burghotel | Unregelmäßige romanische Vierflügelanlage, im 16. Jahrhundert verstärkt befestigt und ausgebaut; Bergfried, hoher Rechteckturm mit Pyramidendach aus Granitquaderwerk, Fenster mit Sandsteingewände, frühes 13. Jahrhundert; Nord- und Ostflügel, ehemaliger Palas, dreigeschossige Walmdachbauten über hohem Granitmauerwerk, 13. Jahrhundert, hofseitig doppelter Arkadengang mit Backsteinbalustraden im Obergeschoss, 16. Jahrhundert; West- und Südflügel, ehemaliges Wohnhaus mit Schlosskapelle, zwei- und dreigeschossige Walm- und Satteldachbauten, mit Erker, geohrten Sandsteinfenstergewänden und hofseitig rundem Treppenturm mit Kegeldach, 16. Jahrhundert, im Westflügel Schlosskapelle St. Georg, mit eingezogenem, fünfseitigem Chor und rundbogigem Drillingsfenster an der Westfassade, im Kern um 1400, erweitert und verändert im 18. Jahrhundert; Torhaus, zweigeschossiger Walmdachbau mit flachbogigem Durchfahrtstor, südöstlich flankiert von rundem Eckturm mit Kegeldach, 16. Jahrhundert, Granitfries mit Wappen am Eingangsportal wohl um 1400; ehemaliger Zwinger, im Südwesten mit halbrundem Eckturm, Granitquaderwerk; Brücke, Holzkonstruktion über breiten Bruchsteinpfeilern; ehemaliger Burggraben mit Futtermauer, ringartig um die Burg; Torhaus, zweigeschossiger und verputzter Satteldachbau; 16. Jahrhundert; äußere Befestigungsmauer, mittelalterlich. | D-3-76-150-23 | weitere Bilder |
| Schloßbergweg 2 (Standort)                                                           | Ehemaliges Bauernhaus                                                | Zweieinhalbgeschossiger Satteldachbau, um 1900, rückwärts ehemaliger Stall, 18. Jahrhundert. | D-3-76-150-24 | BW             |
| Schloßbergweg 3 (Standort)                                                           | Stadel des ehemaligen Pfarrhofes                                     | Zweigeschossiger Satteldachbau aus verputztem Bruchsteinmauerwerk mit Fachwerk-Obergeschoss, 18. Jahrhundert. | D-3-76-150-25 | BW             |
| Weidener Straße 28; Galgenberg (Standort)                                            | Kalvarienbergkapelle                                                 | Rechteckiger Satteldachbau mit flachgedecktem Innenraum und Dachreiter, 18./19. Jahrhundert; mit Ausstattung; Ölberg, farbig gefasste Holzfiguren in mehrseitigem Anbau mit Pyramidendach, an der östlichen Kapellenaußenwand, 18./19. Jahrhundert; vierzehn Kreuzwegstationen, Stele mit Laterne und Bronzegussreliefs, Granit, wohl 19. Jahrhundert, Bronzerelief zweite Hälfte 20. Jahrhundert; beidseitig des Treppenaufgangs zur Anhöhe und die Kapelle umgebend. | D-3-76-150-27 | BW             |

### Alletshof
| Lage                                                                     | Objekt                             | Beschreibung                                                                                              | Akten-Nr.     | Bild |
| ------------------------------------------------------------------------ | ---------------------------------- | --- | ------------- | ---- |
| Bärentratt, an der SAD 29 zwischen Kötschdorf und Glaubendorf (Standort) | Feldkapelle Beatae Mariae Virginis | Rechteckiger verputzter Satteldachbau mit rundbogigem Eingang, um 1700.                                   | D-3-76-150-40 | BW   |
| Gemeindeholz (Standort)                                                  | Bildstock                          | Rechteckiger Schaft mit Laternenaufsatz und vier Bildnischen, bezeichnet mit 1742 mit den Initialen M. F. | D-3-76-150-38 | BW   |

### Deindorf
| Lage                   | Objekt              | Beschreibung | Akten-Nr.    | Bild |
| ---------------------- | ------------------- | --- | ------------ | ---- |
| Deindorf 14 (Standort) | St.-Leonhard-Kirche | Langhaus mit Walmdach und eingezogenem Polygonchor, Ostturm mit Zwiebelhaube, Fassadengestaltung mit profilierter Gesims- und Pilastergliederung, Sandsteinportal am Langhaus, Türsturz bezeichnet mit 1517, letzte Langhauserweiterung 1714; mit Ausstattung; Figur des heiligen Leonhard, in Rundbogennische, Holz, farbig gefasst, 18./19. Jahrhundert; an der nördlichen Langhauswand. | D-3-76-150-1 | BW   |

### Feistelberg
| Lage             | Objekt      | Beschreibung | Akten-Nr.    | Bild           |
| ---------------- | ----------- | --- | ------------ | -------------- |
| Leite (Standort) | Feldkapelle | Dreiseitig geschlossener Satteldachbau mit Treppengiebel und Rundbogenportal, Mitte 19. Jahrhundert; mit Ausstattung. | D-3-76-150-2 | weitere Bilder |

### Glaubendorf
| Lage                                                                     | Objekt                                   | Beschreibung | Akten-Nr.    | Bild |
| ------------------------------------------------------------------------ | ---------------------------------------- | --- | ------------ | ---- |
| Ameisgrube, an der Straße nach Grobmühle (Standort)                      | Bildstock                                | Stele mit Bildnischenaufsatz, Granit, bezeichnet mit 1627. | D-3-76-150-5 | BW   |
| Am Glaubenbach, Straße nach Schwarzberg, Abzweigung Gröbmühle (Standort) | Bildstock                                | Stele mit hohem, spitz zulaufenden Laternenaufsatz und reliefiertem Kreuz, Granit, spätgotisch. | D-3-76-150-4 | BW   |
| St.-Wolfgang-Straße 8; in Glaubendorf (Standort)                         | Katholische Expositurkirche St. Wolfgang | Langhaus mit Walmdach und eingezogenem Polygonchor, Turm mit Pyramidendach an der nördlichen Chorseite, Chorturm mittelalterlich, 1723 erneuert; mit Ausstattung; Kriegerdenkmal für die Gefallenen des Ersten und Zweiten Weltkrieges, Steinstele mit Bronzerelief und Inschriftentafeln, bekrönt von Helm und Holzkruzifix, Granit, nach 1918, 1958 mit Inschriftentafeln versehen; südöstlich der Kirche. | D-3-76-150-3 | BW   |
| Weider, an der Straße zwischen Glaubendorf und Rattenberg (Standort)     | Feldkapelle                              | Rechteckiger und verputzter Satteldachbau mit rundbogigem Eingang, wohl 1822. | D-3-76-150-7 | BW   |

### Kettnitzmühle
| Lage                       | Objekt             | Beschreibung | Akten-Nr.    | Bild |
| -------------------------- | ------------------ | --- | ------------ | ---- |
| Kettnitzmühle 1 (Standort) | Ehemaliges Schloss | Lang gestreckter, zweigeschossiger Satteldachbau mit einseitigem Walm, Stadel im westlichen Gebäudeteil, im Kern 18. Jahrhundert; Hauskapelle, rechteckiger Satteldachbau mit Putzgliederung, 18. Jahrhundert; mit Ausstattung. | D-3-76-150-9 | BW   |

### Kötschdorf
| Lage | Objekt                              | Beschreibung                                                                                    | Akten-Nr.     | Bild |
| --- | ----------------------------------- | ----------------------------------------------------------------------------------------------- | ------------- | ---- |
| Bauernholz-Berg, am bereits 1836 so bezeichneten Steinmarter Weg 500 Meter südwestlich von Kötschdorf im Wald. (Standort) | Bildstock                           | Stele mit hohem, spitz zulaufendem Laternenaufsatz und reliefiertem Kreuz, Granit, spätgotisch. | D-3-76-150-36 | BW   |
| Eichenschlagweg am Dachsbau (Standort)                                                                                    | Bildstock, sogenannte „Rote Marter“ | Rechteckiger Schaft mit Laternenaufsatz und Bildnische, frühes 19. Jahrhundert.                 | D-3-76-150-35 | BW   |

### Losau
| Lage                                           | Objekt     | Beschreibung | Akten-Nr.     | Bild |
| ---------------------------------------------- | ---------- | --- | ------------- | ---- |
| Losau 2 (Standort)                             | Wegkapelle | Dreiseitig geschlossener Satteldachbau mit flachgedecktem Innenraum, giebelseitig Rundbogennische mit Kreuzrelief, Anfang 19. Jahrhundert; mit Ausstattung. | D-3-76-150-10 | BW   |
| Losau 9 (Standort)                             | Bauernhaus | Eingeschossiger und verputzter Satteldachbau aus Bruchsteinmauerwerk, Mitte 19. Jahrhundert.                                                                | D-3-76-150-13 | BW   |
| Losau 11, bei der neuen Dorfkapelle (Standort) | Dorfkreuz  | Holzkruzifix mit Dreinageltypus und Beifigur Mariä, Holz, farbig gefasst, 19. Jahrhundert.                                                                  | D-3-76-150-12 | BW   |

### Neunaigen
| Lage                           | Objekt                                             | Beschreibung | Akten-Nr.     | Bild           |
| ------------------------------ | -------------------------------------------------- | --- | ------------- | -------------- |
| St.-Vitus-Straße 7 (Standort)  | Katholische Expositurkirche St. Vitus und Leonhard | Gotische Chorturmanlage, Langhaus mit Walmdach, eingezogenem Chor und Vorzeichen, Turmaufbau mit Spitzhelm und Gesimsgliederung, einfache Putzgliederung, bezeichnet mit 1788, Turmdach Ende 19. Jahrhundert; mit Ausstattung; Kirchhofmauer mit rundbogigen Eingangstoren, verputztes Mauerwerk, wohl 17. Jahrhundert. | D-3-76-150-14 | weitere Bilder |
| St.-Vitus-Straße 10 (Standort) | Wohnhaus                                           | Erdgeschossiger Mansarddachbau mit Halbwalm, flachbogiges Eingangsportal mit gefastem Gewände und Schlussstein, Ende 18. Jahrhundert. | D-3-76-150-15 | BW             |

### Oberköblitz
| Lage                                | Objekt                                         | Beschreibung | Akten-Nr.     | Bild                |
| ----------------------------------- | ---------------------------------------------- | --- | ------------- | ------------------- |
| Kirchgasse 4; Kirchgasse (Standort) | Pfarrkirche St. Emmeram und St. Johann Baptist | Mittelalterliche Chorturmanlage, flachgedecktes Langhaus mit Satteldach und eingezogenem Chorturm mit Pyramidendach, östlich daran Sakristei mit Walmdach, Fassadengestaltung mit Putzgliederung, im Kern mittelalterliche Wehrkirchenanlage, wohl Ende 12./Anfang 13. Jahrhundert, im 16. Jahrhundert umgebaut, Langhaus erste Hälfte 18. Jahrhundert; mit Ausstattung; Friedhofsmauer mit flachbogigem Eingangsportal und Stützkeilen, Bruchsteinmauerwerk, zum Teil mittelalterlich; Grabsteine des 18./19. Jahrhunderts, teils mit Kreuzbekrönung in die Kirchhofmauer eingelassen; Steinbogenbrücke, einjöchig, aus Bruchsteinmauerwerk, mittelalterlich; zwischen nordwestlicher Kirchhofmauer und Pfarrhof; Kriegerdenkmal für die Gefallenen des Ersten und Zweiten Weltkrieges, Stele mit bekrönendem Steinkreuz, seitlich flankiert von Inschriftentafeln, Granit, nach 1918; Kruzifix, Dreinageltypus mit Beifigur Mariä, beide mit rundbogiger Blechüberdachung und Inschrift, Holz, farbig gefasst, wohl erstes Viertel 20. Jahrhundert; vor dem Treppenaufgang zur Kirche. | D-3-76-150-16 | weitere Bilder      |
| Kirchgasse 4 (Standort)             | Bildstock                                      | Stele mit Bildnischenaufsatz und Kreuzrelief, stark beschädigt, Granit, vermutlich gotisch; in der Kirchgasse, bei Haus Nr. 5. | D-3-76-150-32 | BW                  |
| Kirchgasse 5 (Standort)             | Ehemaliger Pfarrhof                            | Pfarrhaus, zweigeschossiger Satteldachbau mit Standerker und rundbogiger Aufzugsöffnung, Fenster mit Stuckrahmung, im Kern mittelalterlich, um 1600 erweitert; Wirtschaftsgebäude, langgestreckter Satteldachbau aus verputztem Bruchsteinmauerwerk, Türsturz bezeichnet mit 1850; Stadel, Mansardgiebeldachbau in Ständerbohlenweise, 17./18. Jahrhundert, Keller gotisch; Hofmauer, verputztes Mauerwerk, 18./19. Jahrhundert; Tiefbrunnen, rundgemauert, mittelalterlich. | D-3-76-150-17 | Ehemaliger Pfarrhof |

### Rattenberg
| Lage                                                                              | Objekt   | Beschreibung                                                                             | Akten-Nr.     | Bild |
| --------------------------------------------------------------------------------- | -------- | ---------------------------------------------------------------------------------------- | ------------- | ---- |
| Rattenberger Straße, an der Straße zwischen Glaubendorf und Rattenberg (Standort) | Wegkreuz | Rechteckiger Schaft mit Bildnischenaufsatz, darüber Kruzifix, um 1900, restauriert 2001. | D-3-76-150-39 | BW   |

### Saltendorf
| Lage                          | Objekt                            | Beschreibung | Akten-Nr.     | Bild           |
| ----------------------------- | --------------------------------- | --- | ------------- | -------------- |
| St.-Peter-Straße 1 (Standort) | Katholische Filialkirche St. Paul | Gotische Chorturmkirche mit flachgedecktem Langhaus, eingezogener Chorturm mit Satteldach, im Kern gotisch, Langhaus 18. Jahrhundert, im 19. Jahrhundert westlich erweitert und umgebaut; mit Ausstattung. | D-3-76-150-18 | weitere Bilder |

### Schwarzberg
| Lage                                     | Objekt    | Beschreibung | Akten-Nr.    | Bild |
| ---------------------------------------- | --------- | --- | ------------ | ---- |
| In Schwarzberg; Schwarzberg 7 (Standort) | Bildstock | Stele mit hohem, spitz zulaufendem Laternenaufsatz und reliefiertem Kreuz, Granit, spätgotisch.                  | D-3-76-150-6 | BW   |
| Lückenriether Straße (Standort)          | Wegkreuz  | Granitschaft mit aufgesetztem Kruzifix, 1912 als Gebetsmal errichtet; nach der Flurbereinigung hierher versetzt. | D-3-76-150-8 | BW   |

### Woppenhof
| Lage                                                         | Objekt                                          | Beschreibung | Akten-Nr.     | Bild                                            |
| ------------------------------------------------------------ | ----------------------------------------------- | --- | ------------- | ----------------------------------------------- |
| Johannesstraße 18, an der Kreuzung Brauhausstraße (Standort) | Holzkruzifix                                    | Viernageltypus mit Beifigur Mariä und runder Blechüberdachung, farbig gefasstes Holz, wohl Anfang 20. Jahrhundert.                                            | D-3-76-150-34 | Holzkruzifix                                    |
| Johannesstraße, an der Ecke Brauhausstraße (Standort)        | Heiliger Johannes Nepomuk auf verziertem Sockel | Stein, farbig gefasst, 18./19. Jahrhundert. | D-3-76-150-33 | Heiliger Johannes Nepomuk auf verziertem Sockel |
| Preppacher Straße 3 (Standort)                               | St.-Johannes-Baptist-Kirche                     | Chorturmanlage, Langhaus mit Walmdach und eingezogenem Rechteckchor, Turmaufbau mit Pyramidendach, im Kern gotisch, Langhaus 1730 verändert; mit Ausstattung. | D-3-76-150-28 | weitere Bilder                                  |

## Ehemalige Baudenkmäler
In diesem Abschnitt sind Objekte aufgeführt, die früher einmal in der Denkmalliste eingetragen waren, jetzt aber nicht mehr. Objekte, die in anderem Zusammenhang also z. B. als Teil eines Baudenkmals weiter eingetragen sind, sollen hier nicht aufgeführt werden. Aktennummern in diesem Abschnitt sind ehemalige, jetzt nicht mehr gültige Aktennummern.

| Lage                                        | Objekt            | Beschreibung                                                  | Akten-Nr.     | Bild |
| ------------------------------------------- | ----------------- | ------------------------------------------------------------- | ------------- | ---- |
| Wernberg Vohenstraußer Straße 26 (Standort) | Zugehörige Remise | Holzständerbau mit geschnitzten Pfosten, bezeichnet mit 1804. | D-3-76-150-26 | BW   |